# 郭予元
郭予元（1933年1月1日—2017年5月29日），广东潮汕人，中国农业昆虫学家，中国农业科学院植物保护研究所所长，中国工程院院士。

## 生平
1933年出生在上海，祖籍广东潮陽。1953年毕业于北京农业大学。2001年，被选为中国工程院院士。
2017年5月29日凌晨1时25分在北京逝世，享年84岁。